# 주앙 호드리게스
주앙 호드리게스 추주(포르투갈어: João Rodrigues Tçuzu, 1561년 ~ 1634년)는 에도 시대에 일본에서 활동한 로마 가톨릭교회 선교사 중에서 최고의 일본어 학자였던 포르투갈 출신의 예수회 신부이다. 포르투갈 예수회와 도요토미 히데요시, 도쿠가와 이에야스 사이의 외교, 무역 문제를 절충하는 과정에서 통역을 도맡았기 때문에 같은 이름의 선교사들과 구별하기 위해 '통사'(通事, Tçuzu)를 이름 뒤에 붙여서 불렸다. 그의 중국명은 루뤄한(중국어 간체자: 陆若汉, 정체자: 陸若漢, 병음: Lù Ruòhàn, 한자음: 육약한)이다.

## 생애
일찍이 16세 시절에 일본에 와서 신학을 배운 그는 일본어 설교가 가능할 정도의 어학력을 갖춘 데다가 이재에도 밝아 재정을 담당하기도 했다. 그가 1604년부터 1608년 사이에 집필해서 간행한 《일본대문전》(日本大文典, Arte da Lingoa de Iapam composta pello Padre Ioão Rodriguez)은 라틴어 문법과 사전의 틀에 맞추어 구어를 중심으로 문어 문법을 설명하는 한편 경어법, 조사 등 일본어의 특징도 구체적으로 정리하고 있는 널리 알려진 일본어 사전이다. 하지만 그는 나가사키 무역과 정치 문제에 지나치게 관여했다는 이유로 1610년에 포르투갈의 식민지였던 마카오로 추방되었다.
말년인 1628년부터 1632년까지 포르투갈의 청나라 토벌군에서 통역관으로 종군한 공로를 인정받아 명나라 황제였던 숭정제로부터 예수회 선교사 최초로 포상을 받았고, 중국에서 유교, 불교, 도교 3교를 연구하는 한편, 1620년에는 일본어 사전 《일본소문전》(日本小文典, Arte Breve da Lingoa Iapoa)을 간행하고 《일본교회사》(Historia da Igreja de Iapam)도 집필했다. 또한 조선에 서양의 과학과 문화를 소개하기도 했다.